# Ecran cinematografic
Ecranul cinematografic este o suprafață plană sau curbă, reflectantă sau translucidă, destinată captării imaginii transmise de aparatul de proiecție prin sistemul lumino - optic. Pentru a delimita cât mai strict suprafața imaginii proiectate și pentru a prelua neregularitățile ferestrei de proiecție, ecranul este montat într-o ramă de culoare închisă, de obicei neagră.

## Calități lumino - tehnice ale ecranelor
Acestea definesc condițiile principale de calitate a ecranelor, și totodată de ele depind folosirea cât mai economică a fluxului luminos transmis de către aparatul de proiecție, pentru un efect calitativ ridicat asupra majorității spectatorilor din sala de spectacole.
Față de poziția relativă aparat proiecție - ecran -  spectator, ecranul cinematografic poate fi :

### Ecran reflectant
Ecran refectant înseamnă că  fluxul luminos proiectat pe ecran este reflectat către spectator, spectatorul aflându-se între proiector și ecran. Sunt de mai multe feluri:
Ecran cinematografic cu reflexie difuză unde unghiul de difuzie este de 100 - 160 grade. Se poate confecționa din pânză obișnuită vopsită cu oxid de zinc, sulfat de bariu. Are un factor de luminanță (raportul dintre luminanța maximă a suprafeței ecranului și luminanța etalonului) de 0,7 - 0,8.
Ecran cinematografic cu reflexie difuz dirijată, unde unghiul de difuzie este de cica 50 grade. Au o constituție mai complexă; se realizează prin impregnarea cu o soluție de acetat de celuloză a unei țesături dense și acoperirea suplimentară cu o soluție pe bază de praf de aluminiu. Factorul de luminanță poate ajunge la 3 sau 4.
Ecrane cinematografice direcționale,care se  aseamănă constructiv cu cele difuz dirijate, însă ultimul strat este înlocuit cu o pulbere de sticlă (O,1 - 0,2 mm) sau material plastic gofrat (asemănător sferelor de sticlă).Unghiul de difuzie este de circa 40 - 50 grade, iar factorul de luminanță de 3 - 4 .
Ecran cinematografic transsonor,este confecționat dintr -un material plastic perforat uniform, circa 1o% din suprafață, are un factor de luminanță de 1 - 2. Este un ecran destinat în vederea asigurării transmisiei sonore prin materialul perforat.

### Ecran Translucid
Ecranul se află între proiector și spectator, astfel că fluxul luminos trece prin el ca să ajungă la spectator.Se folosește la proiecțiile la lumina zilei, condiția principală fiind ca soarele să nu bată direct în el.In studiourile cinematografice se folosește la retroproiecții în procesul de filmare combinată.
Sunt confecționate din sticlă mată,pânză îmbibată cu diferite lacuri sau folii din material plastic transparent mat.

## Notă
Factorul de luminanță, este raportul dintre luminanța maximă a suprafeței ecranului și a etalonului. Aprecierea se face vizual prin aplicarea etalonului pe suprafața ecranului în câteva puncte aleatorii, fără proiecție cu lumină.